# Krkawatervallen

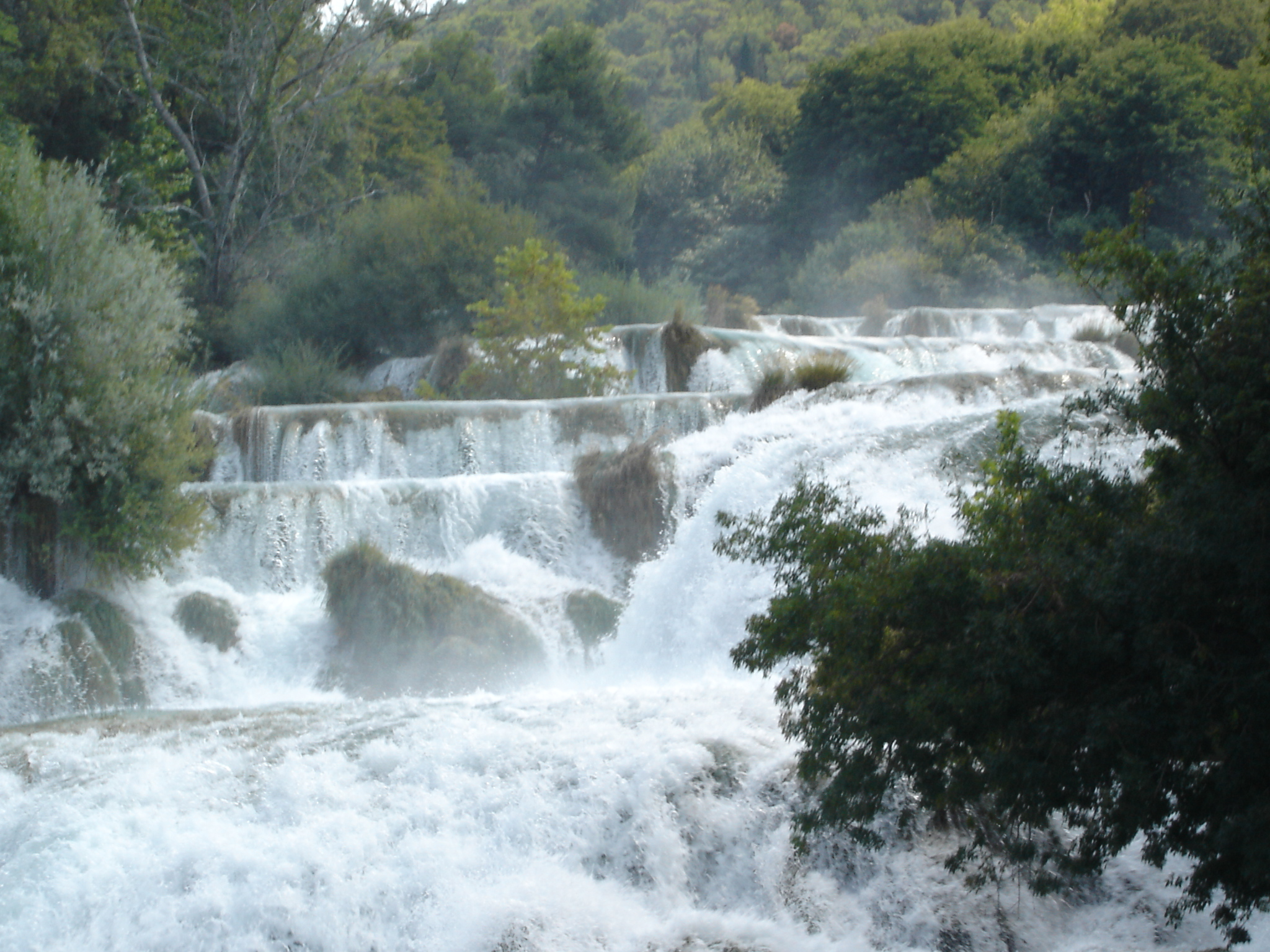
De watervallen van Krka

De Krka-watervallen zijn de watervallen in het Nationaal park Krka bij Šibenik in Kroatië. Dit park dankt zijn naam aan de rivier de Krka, die met een lengte van 72,5 km de 22ste rivier van Kroatië is. De watervallen zelf hebben een verval van 242 meter in zeven stappen.
De rivier en rivieroever Krka bevinden zich in het graafschap Šibensko Kninska. De bron van de rivier is te vinden op de berg Dinara vlak bij Knin. De Krka baant zich een weg door het park, daarbij vele hoogteverschillen in het karstgesteente overbruggend. De Skradinski buk, met 17 trappen over een lengte van 400 meter, brengt het water 46 meter lager. Enkele van de watervallen zijn meer dan 100 meter breed. Via het Proklanskomeer bereikt de rivier het ruim 10 kilometer verderop gelegen Šibenik en eindigt zijn tocht in de Adriatische Zee. Vooral in de winter en in het voorjaar, als de rivier veel water aanvoert, kan de Krka zeer snel stromen. In het park lijkt de rivier soms verdwenen. Over een grote oppervlakte, schijnbaar drassig terrein vervolgt deze niettemin zijn weg en wordt plotseling weer rivier.

## Geologie
De Krka-watervallen liggen aan de voet van de Dinarische Alpen, een kalkstenen gebied dat tijdens het Mesozoïcum ontstond. Gedurende tientallen miljoenen jaren de sedimentatie in een marien milieu zorgen voor een dik pakket van kalksteen. 

Tijdens de Alpiene orogenese kwam dit dik kalkrijk pakket met onder andere kalksteen, dolomiet, oölietenkalksteen en af en toe ook kleisteen geplooid en gebroken aan de oppervlakte. Bepaalde gesteentelagen zijn in deze periode soms kilometers over de andere geschoven.
De Dinarische Alpen zijn gekenmerkt doordat het een kalksteengebergte is. Dit moeilijk te eroderen gebergte kent tal van breuken en steile wanden. Rivieren, zoals de Krka, zorgden voor de chemische erosie. 

Na de laatste ijstijd ontwikkelde zich travertijn dat een natuurlijke barrière werd voor de rivier. Hierdoor ontstonden tal van watervallen langs de Krka.